# Apple remote

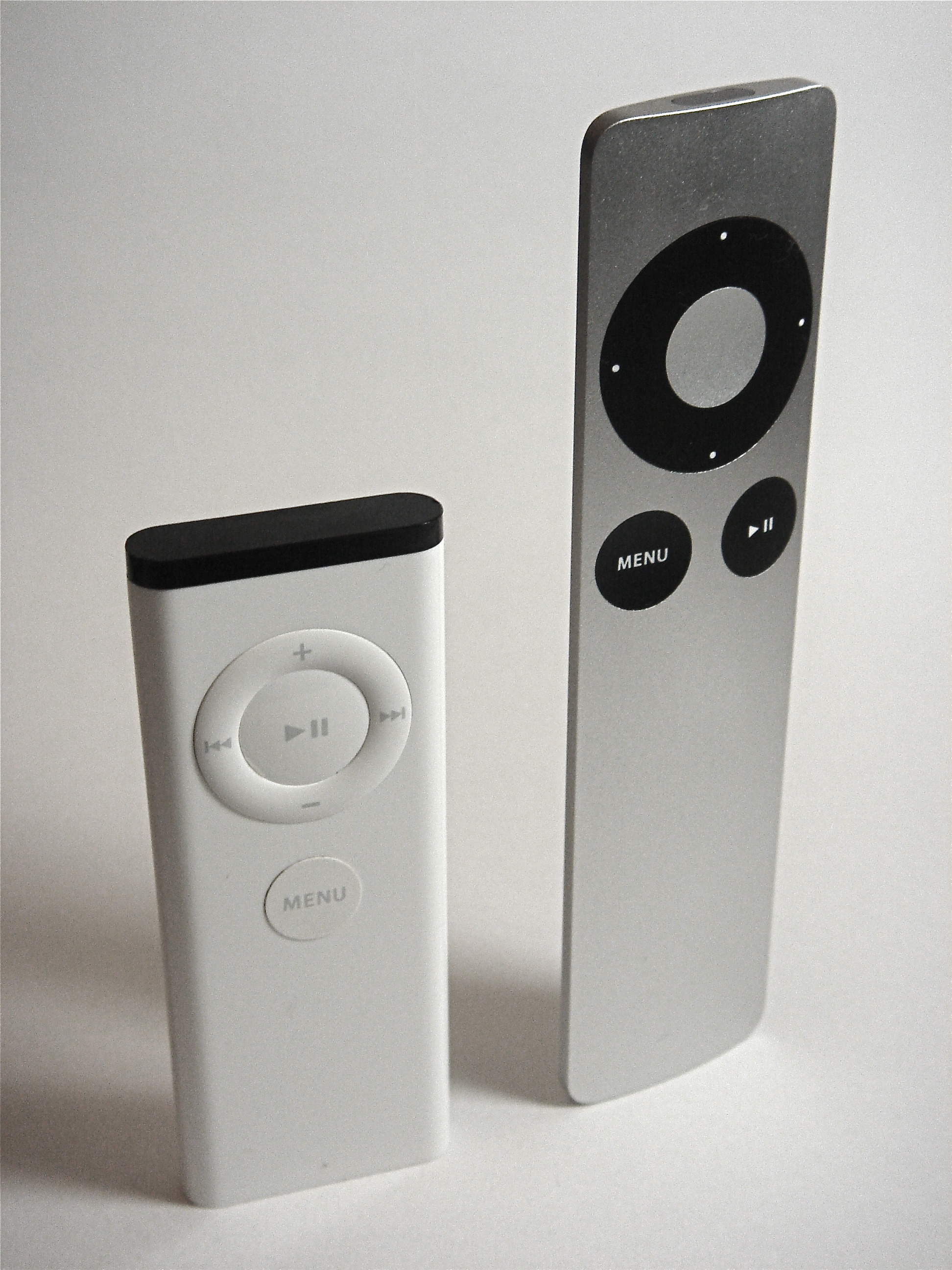
Apple Remote pierwszej (z lewej) i drugiej generacji (z prawej)

Apple Remote – pilot zdalnego sterowania, współpracuje z niektórymi produktami Apple Inc. za pomocą sygnału podczerwieni. Został zaprezentowany w październiku 2005 roku.
Jest w znacznej mierze oparty na interfejsie pierwszej generacji iPoda shuffle i posiada sześć przycisków. Został pierwotnie zaprojektowany do współpracy z iMac G5 i jest kompatybilny z MacBook i MacBook Pro. Również Apple TV korzysta z pilota Apple Remote.

## Druga generacja
W październiku 2009 roku, biała, plastikowa obudowa została zastąpiona przez aluminiową. W tym samym czasie został zaprezentowany nowy,  27-calowy iMac (również wykonany z aluminium) i pierwsza na świecie mysz Multi-Touch: Magic Mouse.
Wprowadzono również kilka zmian w przyciskach. Przycisk Play/Pause został przeniesiony z centrum przycisków kierunkowych pod nie, umieszczając go obok przycisku Menu. Natomiast symbole na Click Wheel zostały zastąpione kropkami. Miało to na celu uczynienie go bardziej intuicyjnego (przyciski mogły być również wykorzystywane podczas korzystania z menu: w górę, w dół, w lewo i w prawo). Wszystkie przyciski są w kolorze czarnym.
Dziś można go używać wraz z niektórymi starszymi komputerami firmy Apple.